# سوختن در آسمان‌ها
«سوختن در آسمان‌ها»(به انگلیسی: Burning In The Skies) یک ترانه متعلق به گروه راک آمریکایی لینکین پارک است. این ترانه سومین تک‌آهنگ و سومین قطعه از آلبوم چهارم گروه یعنی یک هزار خورشید است که در سبک آلترنتیو راک در ۲۱ مارس ۲۰۱۱ منتشر شد. نسخه‌ای از این ترانه که قابل دانلود و اجرا روی بازی "گیتار هیرو:جنگاوران راک" است در ۱۹ اکتبر ۲۰۱۰ منتشر شده بود.

## موزیک ویدئو
ویدئوی کارگردانی شده توسط جو هان بین هفدهم تا نوزدهم ژانویه ۲۰۱۱ فیلمبرداری شد و برای اولین بار در ۲۲ فوریه در "kerrang.com" نمایش داده شد.
این ویدئو نشان می‌دهد که مردم در آخرین لحظات زندگی خود مشغول چه کارهایی هستند. کل این ویدئو به صورت صحنه آهسته نشان داده می‌شود. لحظهٔ پایان دنیا با انفجار اتمی که در مرکز شهر لس آنجلس است فرا می‌رسد. زمان انفجار تک‌نوازی گیتار شروع می‌شود و از این لحظه به بعد افراد گروه هم وارد ویدئو می‌شوند. آنها در فضایی تاریک شبیه ویدئوی انتظار تا فرجام نشان داده می‌شوند. می‌توان گفت که مفهوم تمام قطعات آلبوم یک هزار خورشید در ویدئوی این ترانه جمع شده‌اند.

## اجراهای زنده
برای اولین بار در ۱۳ دسامبر ۲۰۱۰ در حین برگزاری تور یک هزار خورشید در استرالیا اجرا شد.

## رتبه
اگرچه مایک شینودا قبلاً اعلام کرده بود که این ترانه یک تک‌آهنگ بین‌المللی است اما به دلیل انتشار خصوصی آن در ایالات متحده، در هیچ بیلبورد چارتی قرار نگرفت و در چارت‌های زیر هم موفقیت متوسطی را بدست آورد:
| چارت (۲۰۱۱)          | بهترین موقعیت |
| -------------------- | ------------- |
| تک آهنگهای استرالیا  | ۳۵            |
| تک آهنگهای آلمان     | ۴۳            |
| جدول پخش آلمان       | ۲۶            |
| ۵۰ ترانه برتر پرتغال | ۳۵            |
| تک آهنگهای سوئیس     | ۴۱            |